# Yui Ohashi
Yui Ohashi (n. 18 octombrie 1995, Hikone, Japonia) este o înotătoare japoneză, medaliată olimpică. A participat la o ediție a Jocurilor Olimpice (2020) în care a câștigat două medalii de aur.